# Elaeagnus macrophylla
Elaeagnus macrophylla là một loài thực vật có hoa trong họ Elaeagnaceae. Loài này được Thunb. mô tả khoa học đầu tiên năm 1783.